# Cas de La Manada
El cas de La Manada és el nom pel qual es coneixen els successos relacionats amb el cas de violació en grup esdevingut a Pamplona (Navarra, Espanya) a la matinada del 7 de juliol de 2016, durant les festes de Sant Fermí. Un grup de cinc homes van violar una jove de divuit anys en un portal al centre de la capital navarresa. Els acusats, entre ells, un membre de l'exèrcit Espanyol i un altre membre de la Guàrdia Civil, van produir gravacions, a part de diferents conversacions mantingudes per les xarxes socials on parlaven de voler realitzar una violació el dia 7 de juliol. El cas va despertar una gran onada d'indignació que va veure's reflectida en nombroses manifestacions i actes públics de protesta i denúncia feminista. El 5 de desembre de 2018 el Tribunal Superior de Navarra va confirmar la condemna a 9 anys de presó als 5 autors del delicte d'abús sexual. En la sentència definitiva dictada el 21 de juny de 2019 el Tribunal Suprem va elevar a 15 anys la pena de presó perquè considera que els acusats van perpetrar almenys 10 violacions i no una sola agressió sexual continuada.

## Cronologia
Després de gairebé tres anys de l'inici del cas, el juny de 2019 es donà a conèixer la sentència contra els cinc homes acusats d'haver violat a una jove als Sanfermines de 2016, els membres de la Manada. La peça principal del cas eren els vídeos que els joves van gravar durant la presumpta violació. 96 segons d'imatges d'un total de set vídeos que van ser analitzats de forma exhaustiva. D'aquestes gravacions i dels testimonis es va anar conformant un relat cronològic del cas que va ser assentat pel que sortiria publicats als mitjans de comunicació.

### 7 de juliol 2016 - 3:00 AM. La denúncia
Una jove madrilenya va denunciar la matinada del 7 de juliol que havia sigut violada por cinc joves andalusos. Poques hores després tots ells eren detinguts. Es tracta de José Ángel Prenda, Ángel Boza, Jesús Escudero, Antonio Manuel Guerrero i Jesús Cabezuelo.
Els fets van tenir lloc sobre les tres de la matinada al portal número 5 del carrer Paulino Caballero on, segons va denunciar la jove, havia estat sotmesa a abusos sexuals pels cinc membres d'aquest grup

### 7 de juliol 2016 - 10:30AM 9 de juliol 2016. La detenció-Imputació de cinc delictes
Sobre les 10:30 del matí, la policia deté en una plaça de Pamplona als cinc integrants de la Manada acusats de violació múltiple. Es decreta per als cinc presó provisional comunicada i sense fiança.

### 9 de juliol 2016. Imputació de cinc delictes. Presó pels cinc
Solament l'endemà passat el jutge ordenava el seu ingrés a la presó comunicada i sense fiança. Els cinc detinguts havien estat citats aquell dissabte a les 10:00 per declarar davant el jutge de guàrdia de Pamplona. El magistrat els va imputar diversos delictes d'agressió sexual, a més d'un delicte de robatori amb violència per portar-se el mòbil de la víctima.

### 8 d'agost 2016. Presó pels cinc
Un mes després que tinguessin lloc els fets, el jutge va imposar una fiança de 500.000 euros als cinc jove. En el seu acte, el magistrat va sostenir que no va existir consentiment de la víctima i que l'agressió era un evident abús d'una situació de superioritat física.

### Setembre 2016. Presó provisional
El jutge confirma la presó provisional dels detinguts "per l'extrema gravetat dels fets".

### Octubre 2016. Nou cas
El Jutjat d'Instrucció número 4 de Pamplona emetia un acte en el qual assegurava que existien "indicis" per concloure que quatre dels membres de la Manada van participar també en una altra agressió sexual en la localitat cordovesa de Pozoblanco uns mesos abans.
La recerca revela imatges en els mòbils de la Manada en la qual diversos membres abusen d'una noia inconscient dos mesos abans dels sanfermines, en la localitat de Pozoblanco.

### Desembre 2016. Balanç de l'any
2016 acaba, segons el Ministeri de l'Interior, amb 10.844 delictes contra la llibertat sexual. En aquesta categoria inclouen gairebé 1.000 casos de corrupció i pornografia de menors, però el gruix correspon a "uns altres" (8.606) i agressions sexuals amb penetració (1.250). Del total de fets coneguts, 8.381 van ser esclarits i en 6.363 va haver-hi alguna detenció o recerca.

### Abril 2017. S'obre el judici oral
L'Audiència Provincial de Navarra anuncia que ha conclòs la fase d'instrucció del cas i decreta l'obertura de judici oral. Desestima la petició de les defenses que s'arxivés el cas.

### Maig 2017. La Fiscal demana 22 anys de presó
La Fiscal demana 22 anys i 10 mesos de presó per a cadascun dels integrants de la Manada: 18 anys de presó per un delicte continuat d'agressió sexual, dos anys i 10 mesos per un delicte contra la intimitat, i dos anys per un delicte de robatori amb intimidació.

### Setembre 2017. Segueixen en presó
L'Audiència de Navarra rebutja de nou alliberar els acusats davant l'existència de "risc de fugida i reiteració delictiva".

### 16 de novembre 2017. Comença el judici
Comença el judici a 'la Manada'. Se celebra a porta tancada per protegir la intimitat de la denunciant i evitar a víctima i acusats una "indesitjable exposició pública".

### 17 de novembre 2017. Yo sí te creo
Concentracions multitudinàries recolzen a la víctima sota el lema 'Jo sí que et crec'. Suport des de diverses ciutats de l'estat que no dubten dels delictes comesos per la Manada.

### 27-28 de novembre 2017. Les conclusions, a porta oberta
Se celebren les dues úniques sessions obertes a premsa i públic del judici. Són les conclusions en les quals fiscalia, acusacions particulars i defenses exposen els seus informes finals.

### 28 de novembre 2017. Vist per a sentència
Després que els acusats utilitzessin la seva última paraula per assegurar que confien en la justícia, el cas queda vist per a sentència.

### 26 de abril 2018. La sentència
La justícia considera que no va haver-hi violació i condemna a la Manada a 9 anys per abús sexual.

### 21 de juny 2018. Els acusats eludeixen la pena de presó
L'Audiència Provincial de Navarra decreta que la presó a la que estan sotmesos els cinc membre de La Manada era eludible si pagaven una multa de 6.000 euros.

### 21 de juny 2019. El Tribunal Suprem condemna als cinc acusats per un delicte continuat de "violació".
El Tribunal Suprem condemna per unanimitat als cinc acusats a quinze anys de presó per un delicte continuat de "violació". El Suprem aplica dos agreujants al delicte de violació. D'una banda, l'agreujant pel tracte vexatori o degradant a la víctima. De l'altra, l'agreujament per cometre els fets de forma grupal. La sentència eleva també la indemnització per responsabilitat civil fins als 100.000 euros.

## Implicats i sentència judicial
- José Ángel Prenda: Nascut a Sevilla el 25 de desembre de 1989, sense ofici conegut i membre de la penya ultra del Sevilla C.F Biris Nort. Tenia antecedents previsa a la detenció per aquest cas, per la seva participació en una baralla multitudinària amb una altra penya radical de Sevilla. Fou condemnat a dos anys de presó en 2011. Els seus amics li diuen "el Gordo". És considerat el líder de la manada. Aquest va ser el primer a parlar amb la víctima i el que va aprofitar que una veïna entrava a un portal per entrar al darrere.
- Alfonso Jesús Cabezuelo: Nascut a Sevilla el 20 de novembre de 1988, és el més gran de la manada. Treballa com a soldat en la Unitat Militar d'Emergències (UME) de Sevilla. Té tatuada la gargamella d'un llop al peu i el lema del grup "El poder del lobo reside en la Manada". També formava part dels Biris i té antecedents per lesions, tumults i desordre públic per participar en enfrontaments amb altres ultres. Va ser un dels que va gravar amb el seu telèfon mòbil imatges dels fets, però les va esborrar.
També se'l va imputar pel cas de Pozoblanco, aquest va ser descobert després d'aquest cas, quan van revisar els continguts dels seus mòbils es van trobar un vídeo on apareix Cabezuelo com a principal protagonista, manotejant a una noia que semblava inconscient que a les hores tenia 21 anys i va denunciar.
- Ángel Boza: Nascut el 17 d'octubre de 1991 a Sevilla. És el menor del grup i el més nou, el seu viatge a Pamplona anava a ser la seva iniciació en el grup, és l'únic que no estava ficat al grup de Whatsapp "La Manada", la seva relació amb el grup es dona gràcies a la seva amistat amb el Prenda. Així i tot també té antecedents, per robatori amb força, conduir sota els efectes de l'alcohol i les drogues i per negar-se a fer els tests. Va ser ell qui feia petons agafant a la víctima davant del portal i qui la va emputjar a l'interior quan van aconseguir accedir-hi.
- Jesús Escudero: Nascut el 26 de juny de 1990 a Sevilla. Treballa de perruquer a la presó, ja que tenia aquest ofici abans d'entrar, i a diferència dels seus companys no té antecedents penals. Té tatuada la petjada d'un llop a un dels costats, aquest tatuatge a part del rellotge que portava aquell dia van ser claus per identificar els culpables l'endemà. Del seu mòbil es va extreure un dels sis vídeos de 96 segons de durada, l'acusat afirma que no ha violat a ningú que ell odia els violadors, que a la seva parella la van violar quan tenia 14 anys i defensa que el que va succeir va ser sota el consentiment de la víctima.
- Antonio Manuel Guerrero: Nascut el 1989, es troba a la presó militar d'Alcalá Meco. Un auto del tribunal va prohibir la publicació durant el judici de la seva identitat i dades personals, així i tot sabem que és membre de la guàrdia civil, que fou suspès de les seves funcions al desembre de 2018, que mentre va estar en actiu solia fer-se càrrec de denúncies sobre maltractament i violència de gènere, i que també està encausat per perpetrar el suposat abús sexual a una altra jove a l'interior d'un cotxe durant les festes de Pozoblanco de 2016. Del seu mòbil es van extreure cinc dels set vídeos que es van gravar i és el responsable del robatori del mòbil a la víctima que sembla l'únic delicte del qual es declara culpable. La decisió final del Suprem sobre el cas, resolta al juny de 2019, el condemna a dos anys més que la resta d'acusats (17 anys) pel robatori amb intimidació del mòbil de la víctima, a més a més del delicte continuat de violació. Al maig de 2018 des de presó va escriure una carta que diu que s'hauria de prohibir dir el seu nom i mostrar fotos seves segons una interlocutòria de l'Audiència Provincial. També agraïa el suport de forocoches i burbuja.info.

## Casos similars
Jutges que posen en dubte l'actitud de la víctima o que creen versions rocambolesques dels acusats. També en alguns casos, la pressió social va aconseguir canviar les sentències. 
El jutge Robin Camp, li va plantejar a una jove que va denunciar haver estat violada "Per què simplement no va mantenir els genolls junts?". El magistrat va desestimar el cas després d'afegir que hauria hagut prou amb moure la pelvis o haver-se assegut en un lavabo per haver evitat l'agressió. La víctima va quedar encara més traumatitzada, mentre les autoritats van trigar 15 mesos a destituir el jutge Camp.
La sentència que va absoldre Ehsan Abdulaziz. Aquest milionari saudita va ser absolt per un tribunal britànic d'un cas de violació contra una jove. L'acusat assegura que va caure accidentalment sobre la víctima i que la va penetrar "sense voler". El jutge va creure aquesta versió.
Una altra decisió molt polèmica va ser la sentencia contra el nedador Brock Turner. L'esportista va ser sorprès mentre abusava d'una dona inconscient en una festa després d'una borratxera. Els 14 anys de pena que demanava la Fiscalia van quedar reduïts a 6 mesos de presó i tres anys de llibertat condicional.
No obstant això, sentències considerades injustes han aconseguit ser revocades, com la del també nord-americà Austin Smith. Al 2013 va ser acusat de violar en repetides ocasions a una noia, la seva condemna de 35 anys va ser commutada per cinc anys de llibertat vigilada. La mobilització popular liderada per la seva víctima va aconseguir que Smith tornés a la presó a complir íntegrament la seva pena. 